# Buppah Rahtree
Buppah Rahtree (บุปผาราตรี), también conocida como Rahtree: Flower of the Night y Buppah Rahtree: Scent of the Night Flower, es una película tailandesa de comedia y horror de 2003 escrita y dirigida por Yuthlert Sippapak. Con referencias cómicas a El Exorcista y Audition, Buppah Rahtree obtuvo un seguimiento de culto a través de proyecciones en el Festival Internacional de Cine de Toronto 2004 y el Festival Fantasia. Sus secuelas son Buppah Rahtree Phase 2: Rahtree Returns (2005), Rahtree Reborn (Buppha Rahtree 3.1) (2009) y Rahtree Revenge (Buppha Rahtree 3.2) (2009).

## Trama
Buppah Rahtree es una estudiante solitaria de una universidad en Bangkok que se convierte en el centro de una apuesta entre un grupo de estudiantes varones para determinar si pueden tener relaciones sexuales con ella. Ake, hijo de una familia adinerada, acepta el desafío y comienza a cortejar a la joven Buppah. A pesar de su resistencia inicial, un día ella lo observa alimentando palomas en un parque y decide hablar con él. Tras expresar su deseo de volar, juntos dan un paseo en el automóvil convertible de Ake. Su relación se desarrolla y culmina en un fin de semana de tres días en Bang Saen, donde Ake y Buppah tienen relaciones sexuales y él permanece a su lado en la cama todo el tiempo. Ake comparte cintas de vídeo de sus encuentros sexuales con sus amigos y, como resultado, gana una botella de Johnnie Walker. Sin embargo, este "premio" parece trivial para él, considerando que ha causado daño en la vida de otra persona. Ake finaliza abruptamente cualquier contacto con Buppah.
Después de que el padrastro le ofrece un paseo en carro, la lleva a un hotel por un breve tiempo y la ataca sexualmente. En defensa propia, ella lo apuñala con una pluma fuente que le había regalado y luego huye a su apartamento. Luchando con la depresión, considera el suicidio, pero una llamada de Ake interrumpe sus pensamientos; él desea encontrarse con ella. Ake le cuenta sobre la apuesta y se disculpa. Aunque tiene planes de partir a Inglaterra desde Tailandia para estudiar, espera mantener su amistad con ella. Buppah le informa a Ake que está embarazada de dos meses. La madre de Ake le aconseja que convenza a Buppah de realizarse un aborto. Tras la operación, él la lleva de vuelta a su apartamento y es evidente que está experimentando dolor. Ake se va a buscar arroz congee pero no regresa.
Después de no poder cobrar el alquiler, la arrendadora de Buppah irrumpe en el apartamento y descubre el cuerpo sin vida de Buppah, quien había sufrido complicaciones mortales a raíz del aborto. Cuando llegan las autoridades, Buppah sorprendentemente revive y su espíritu furioso se niega a ser expulsado. La Sra. See contacta a Maew, un falso chamán que estafa a los habitantes locales, para realizar un exorcismo del espíritu. Ante el fracaso de Maew, éste convence a su mentor, el maestro Tong, para que lo intente. Sin embargo, en el proceso, el maestro Tong resulta apuñalado en la espalda. Un par de sacerdotes católicos intentan llevar a cabo un exorcismo, pero solo consiguen ser maldecidos y expulsados por el fantasma. Mientras Buppah acecha el edificio, los residentes comienzan a abandonarlo en masa, lo que acarrea graves problemas financieros para la Sra. See.
En Inglaterra, la melancolía embarga a Ake y lo lleva a recurrir al consumo de sustancias. Regresa a Tailandia y ofrece llevarle arroz congee a Buppah. Durante su estadía, Ake llama la atención de Muay, una joven que trabaja en un puesto de comida, específicamente de congee. Muay seduce a Ake y lo persuade para que la lleve a un antiguo cine, donde tienen una relación sexual. No obstante, cuando Ake regresa al departamento de Buppah, se da cuenta de que ha olvidado la sopa de arroz. Buppah descubre que Ake la ha traicionado y, como consecuencia de su falta, ella le amputa las piernas. Muay llega al departamento en busca de Ake. En ese momento, Buppah toma control del cuerpo de Muay y la obliga a cortarse las piernas en un acto macabro y vengativo.
La Sra. Ver busca y contrata a un auténtico chamán proveniente de Camboya. Este chamán, acompañado por su grupo, llega al apartamento en el momento preciso en que Muay está siendo poseída. Utilizan un paño espiritual para cubrir tanto a Ake como al cuerpo de Buppah. Mediante una ceremonia espiritual, el chamán logra devolver el espíritu de Buppah al cuerpo sin vida. Planeando llevar el cuerpo de Buppah a un templo para su cremación, emprenden el viaje. Sin embargo, durante el trayecto, el paño espiritual se desprende del cuerpo, que se encuentra en la parte trasera de una camioneta. En ese instante, Buppah toma el control del vehículo y provoca que choque violentamente contra otro camión.
Muay, afectado por el giro de los eventos, se comunica con el padre de Ake, quien se muestra molesto y confundido por la llamada. Sorprendentemente, se revela que Ake había fallecido hace más de un mes. La situación se complica aún más cuando se descubre que Muay había mantenido relaciones sexuales con el fantasma de Ake.
Buppah regresa a su apartamento, donde posiblemente permanecerá por toda la eternidad. El espíritu de Ake, ahora sin piernas, se sienta en el pasillo exterior y ofrece disculpas a Buppah por el resto de su existencia como fantasma.

## Elenco
- Laila Boonyasak como Buppah Rahtree
- Krit Sripoomseth como Ake
- Chompunoot Piyapane como Muay
- Sirisin Siripornsmathikul como la Sra. Ver
- Ampon Rattanawong como Maew
- Somlek Sakdikul como Maestro Tong

## Banda sonora
Se lanzó un álbum de la banda sonora titulado Original Motion Picture Soundtrack: Buppah Rahtree para acompañar la película. Este álbum presenta una combinación de hip hop tailandés y música pop. La mayoría de las canciones cuentan con la participación de miembros del colectivo de rap Gancore Club de Joey Boy, así como del dúo BZ y Fukking Hero, quienes también aparecieron en la película como residentes del mismo edificio que Rahtree.

### Listado de bandas sonoras
1. "Kruey mai klub" (กลัวมั้ยครับ) (Beat Mix) - BZ y Fukking Hero con Thinny-P (2:50)
2. "Lo siento 4" - Cazh (3:58)
3. "Buppah Rahtree" - Panadda (4:43)
4. "Pee loke" (ผีหลอก) BZ y Fukking Hero con Gin-Meeh (3:26)
5. "Lhub"/"POP" - Fukking Hero con Zentrady (4:40)
6. "Yoo" (อยู่) - Pakeeta (5:24)
7. "Mai klub mah" - Maf (4:22)
8. "662" - AM (4:25)
9. "Ar escritura" - Maf (4:53)
10. "Buppah Rahtree" - Demostración (3:04)